# Новоалександровка (Весёловский район)
Новоалександровка (укр. Новоолександрівка) — село,
Весёловский поселковый совет,
Весёловский район,
Запорожская область,
Украина.
Код КОАТУУ — 2321255102. Население по переписи 2001 года составляло 651 человек.

## Географическое положение
Село Новоалександровка находится на расстоянии в 8 км от пгт Весёлое.
Через село проходит автомобильная дорога Т-0817.
Рядом проходит большой канал.